# Langeloth
Langeloth es un lugar designado por el censo ubicado en el condado de Washington en el estado estadounidense de Pensilvania. En el Censo de 2010 tenía una población de 506 habitantes y una densidad poblacional de 302,32 personas por km².

## Geografía
Langeloth se encuentra ubicado en las coordenadas 40°21′47″N 80°24′49″O / 40.36306, -80.41361. Según la Oficina del Censo de los Estados Unidos, Langeloth tiene una superficie total de 2.69 km², de la cual 2.69 km² corresponden a tierra firme y (0%) 0 km² es agua.

## Demografía
Según el censo de 2010, había 506 personas residiendo en Langeloth. La densidad de población era de 302,32 hab./km². De los 506 habitantes, Langeloth estaba compuesto por el 139.33% blancos, el 0.79% eran afroamericanos, el 0% eran amerindios, el 0.4% eran asiáticos, el 0% eran isleños del Pacífico, el 0% eran de otras razas y el 1.19% pertenecían a dos o más razas. Del total de la población el 6.32% eran hispanos o latinos de cualquier raza.